# Noordwestelijke doornbossen
De noordwestelijke doornbossen (Engels: Northwestern thorn scrub forests) vormen een ecoregio in het noordwesten van het Indisch subcontinent. De ecoregio bestaat uit droge struwelen en heeft een oppervlakte van 488.000 vierkante meter.

## Ligging en klimaat
De ecoregio omringt de Tharwoestijn en de Woestijn van de Indusvallei en strekt zich uit over de heuvels en laaglanden in het grensgebied tussen India en Pakistan. In India beslaat de ecoregio de westelijke helft van de staat Gujarat met daarbij het gebergte van Girnar en vervolgens de staat Rajasthan waar de ecoregio in het zuidoosten begrensd wordt door het Aravalligebergte. Ten noorden van Rajasthan beslaat het het grootste deel van de staten Haryana en Punjab en het zuidelijke deel van Jammu en Kasjmir, tot aan de uitlopers van de Himalaya.
In Pakistan beslaat de ecoregio het grootste deel van de provincie Punjab, strekt zich uit over de meest oostelijke delen van de provincies Khyber-Pakhtunkhwa en Beloetsjistan en het westen van de provincie Sind.
De gemiddelde jaarlijkse neerslag in deze droge ecoregio is minder dan 750 millimeter. De temperatuur kan tijdens de warmste maanden hoger zijn dan 45 °C en in de winter kan de temperatuur dalen tot onder het vriespunt.

## Flora
Het landschap in deze ecoregio bestaat uit vlakke alluviale laaglanden die overgaan in lage heuvels. De vegetatie wordt beïnvloed door het zoutgehalte van de bodem, zo zijn stukken zeer zoute grond meestal vrij van vegetatie. De begroeiing in deze ecoregio is laag en open, en wordt gedomineerd door Acacia-soorten zoals Acacia senegal en Acacia leucophloea. Deze zijn zelden meer dan 6 meter hoog. Andere kenmerkende soorten waaruit de vegetatie bestaat zijn Prosopis spicigera, Capparis zeylanica, Salvadora spp., Carissa spp., Gymnosporia spp., Grewia spp. en  Gardenia spp. en xerofytische klimplanten zoals Tragia spp., Rivea spp., Tinospora spp., Vitis spp. en Peristrophe spp.
In drogere gebieden gaat het doornbos over in xerophytisch struikgewas en semi-aride vegetatie, meestal gedomineerd door Euphorbia-soorten. Het Euphorbia-struikgewas groeit samen met Ziziphus-struikgewas, die gekenmerkt wordt door Ziziphus nummularia samen met Acacia leucocephala, Acacia senegal, Anogeissus pendula en Dichrostachys cinerea.
De arme gronden langs rotsachtige terreinen zijn gunstig voor soorten uit de geslachten Cassia en Butea. Dichter bij de kust in het zuidelijke deel van de ecoregio bevat de grond meer zout en groeien soorten uit de geslachten Salvadora en Tamarix. Het zuidwestelijke deel van het Aravalligebergte, wat ook bij deze ecoregio behoort, is begroeid met loofbos dat wordt gekenmerkt door Anogeissus pendula, Aegle marmelos, Boswellia serrata, Cassia fistula, Mitragyna parviflora, Diospyros melanxylon en Wrightia tinctoria.

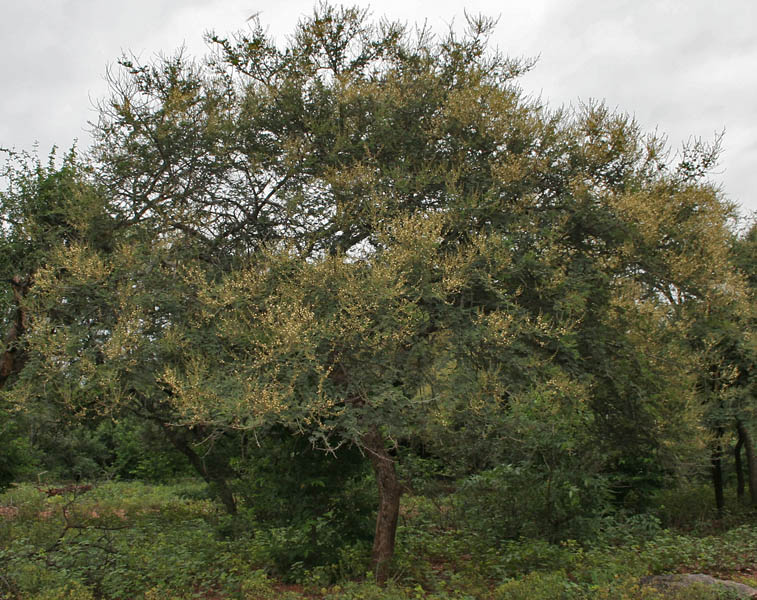
Acacia leucophloea
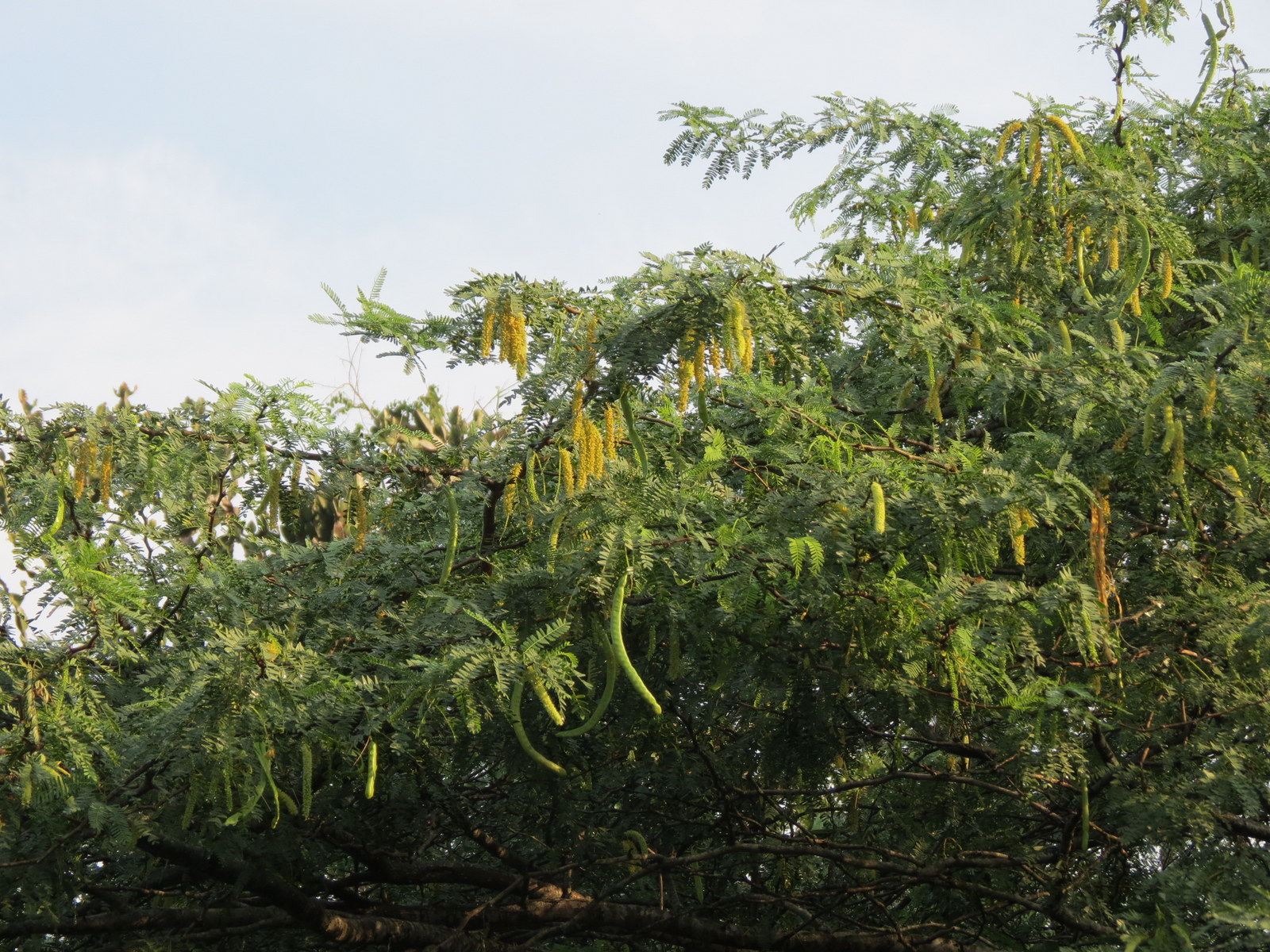
Prosopis cineraria
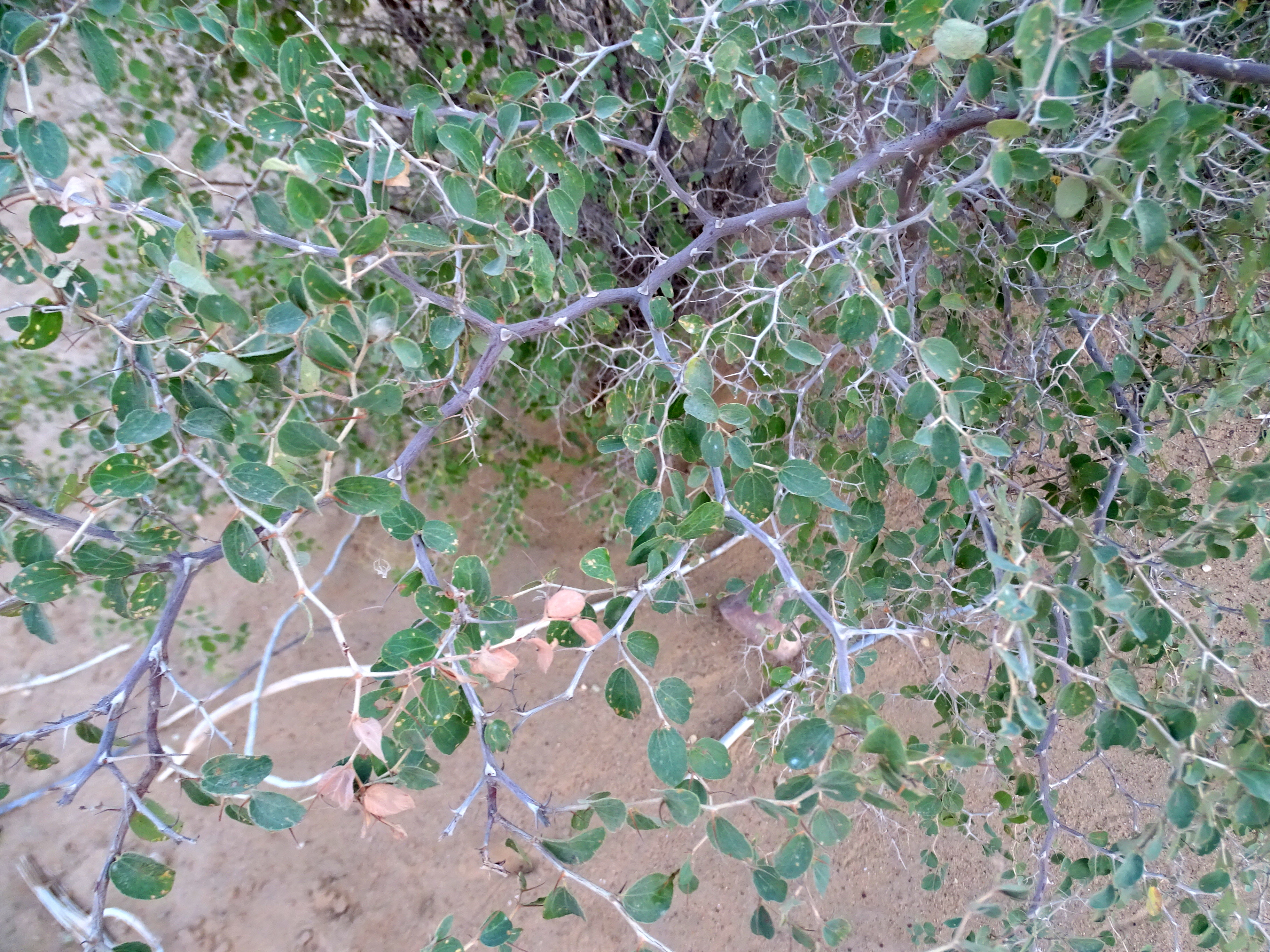
Ziziphus nummularia
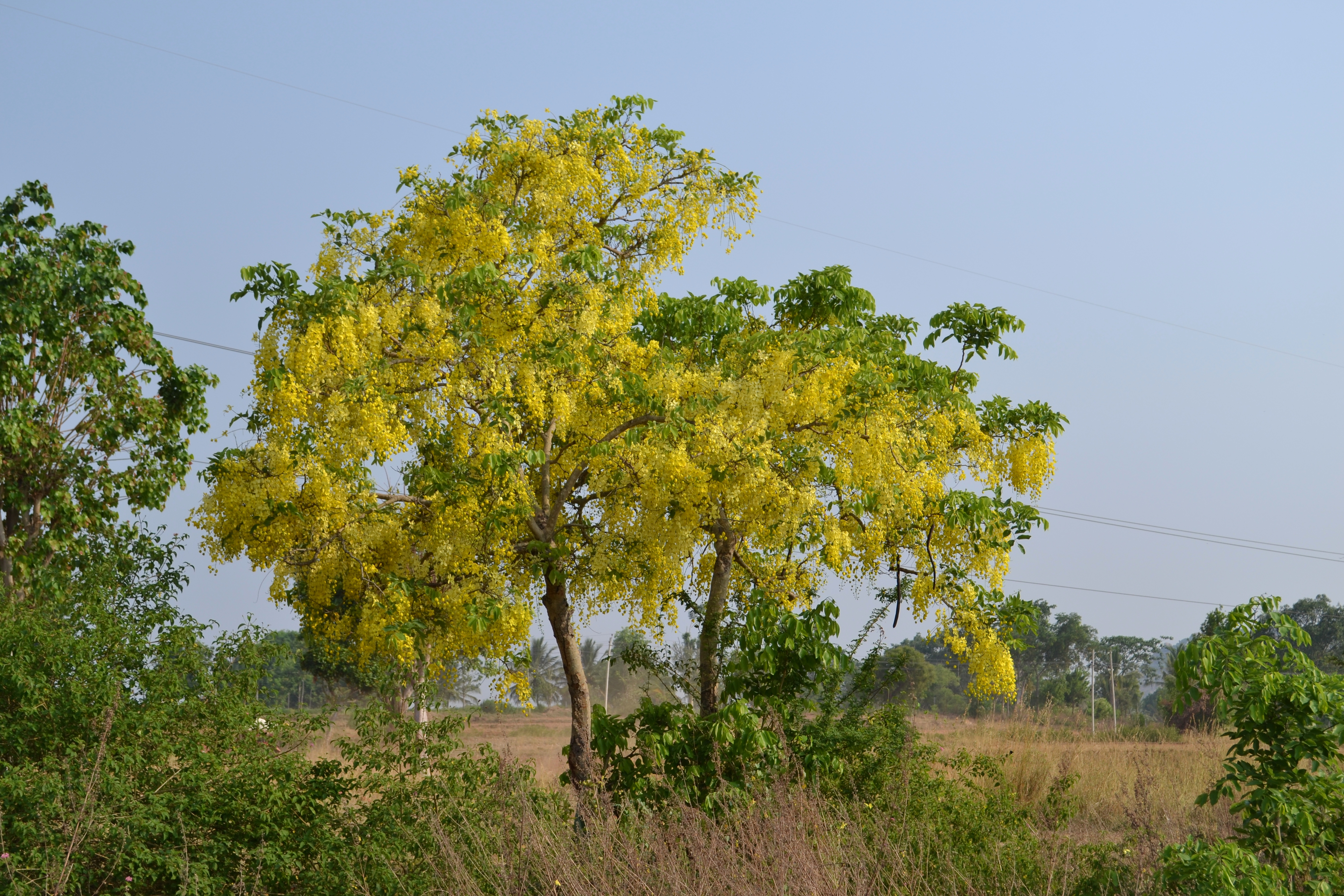
Cassia fistula
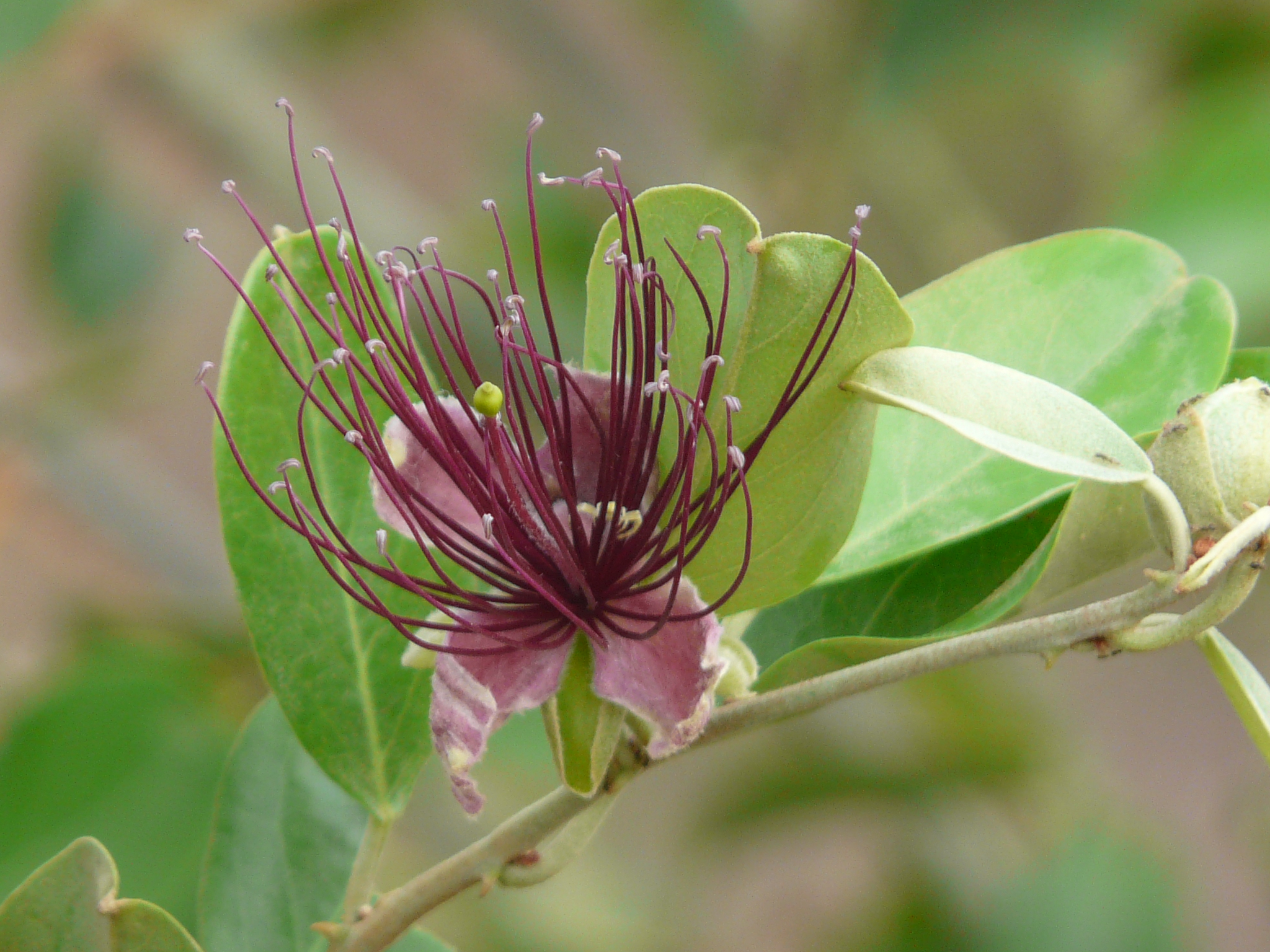
Capparis zeylanica
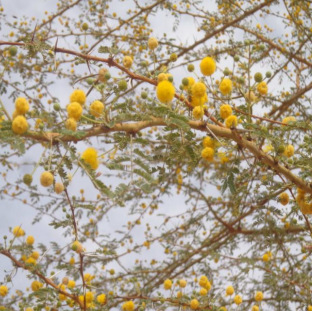
Acacia senegal

## Fauna
Binnen deze ecoregio komen ongeveer 90 soorten zoogdieren voor, waarvan twee vleermuissoorten endemisch zijn, de driebladvleermuis en de soort Rhinopoma muscatellum. Verder telt de ecoregio ook verschillende grote zoogdieren, zoals de Indische panter, caracal, Indische gazelle, vierhoornantilope en de Indische antilope. Daarnaast komen er 400 vogelsoorten voor, waarvan er twee endemisch zijn, de witvleugelmees en de langstaartgrasprinia. De witvleugelmees die een voorkeur heeft voor doornachtige begroeiing, komt ook in de aangrenzende droge loofbossen van Kathiawar-Gir voor. De bedreigde Indische trap en kleine Indische trap komen ook in deze ecoregio voor.

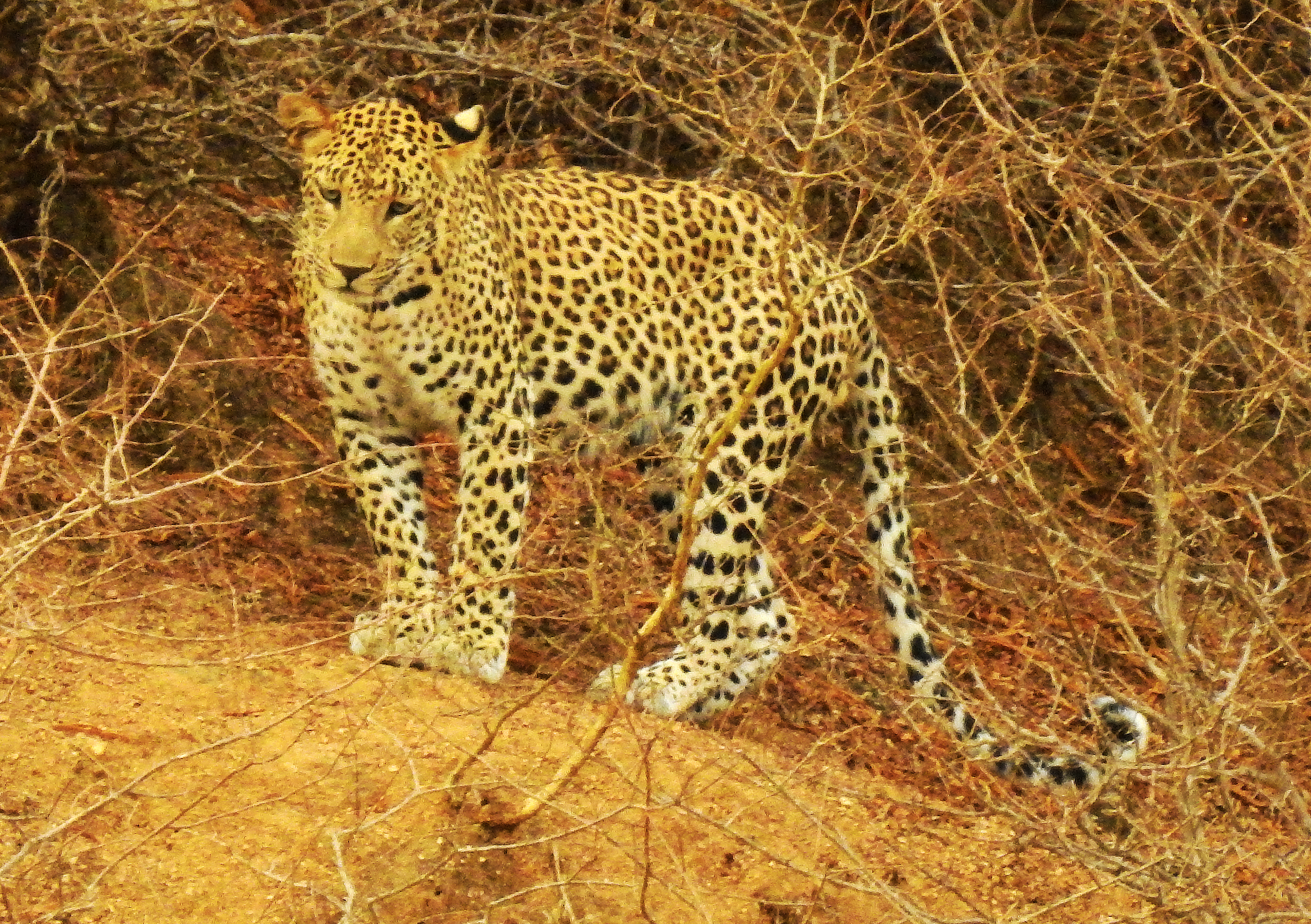
Indische panter
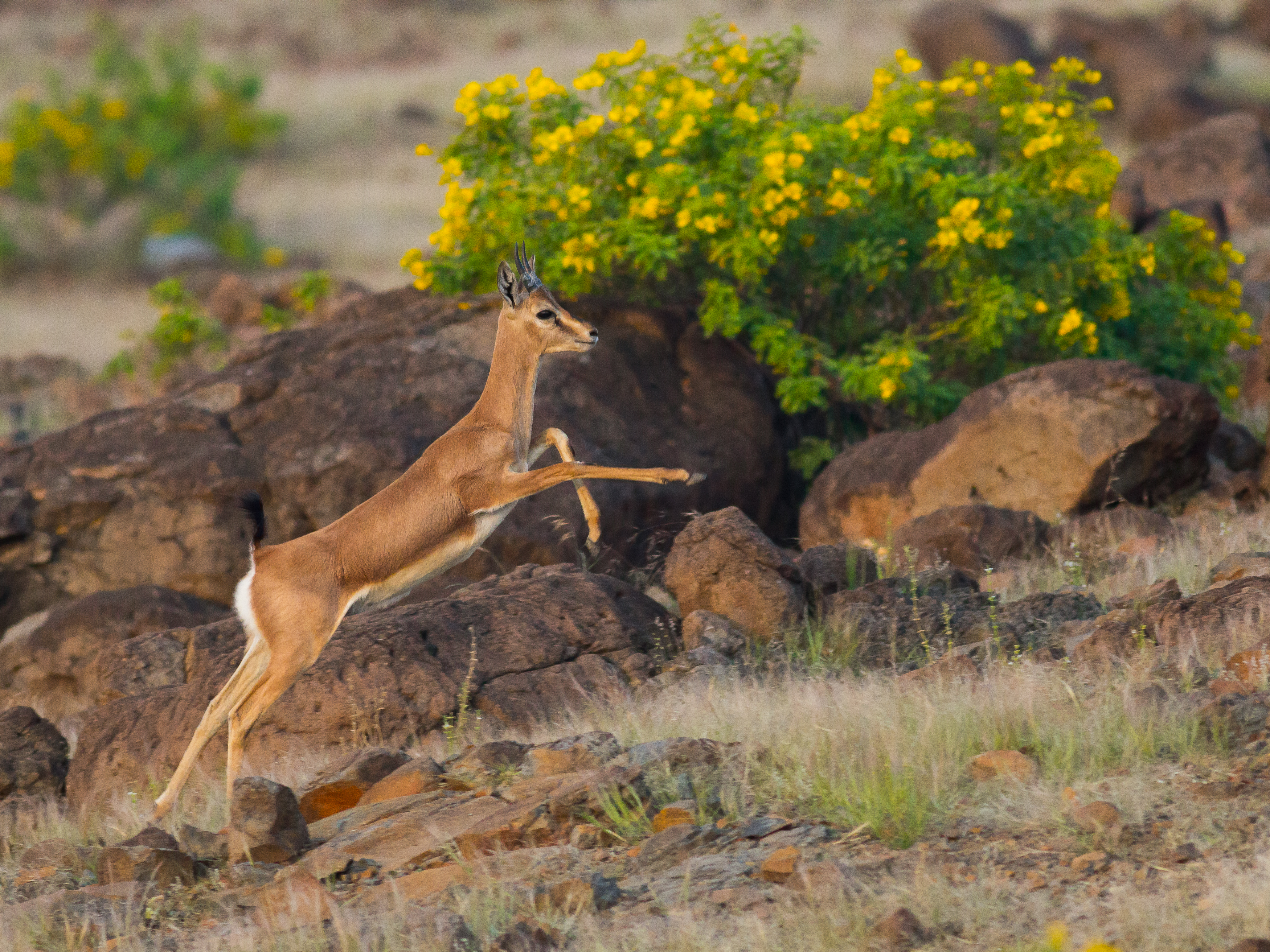
Indische gazelle
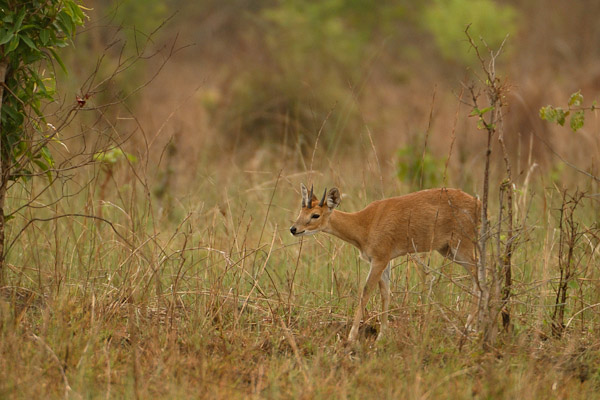
Vierhoornantilope
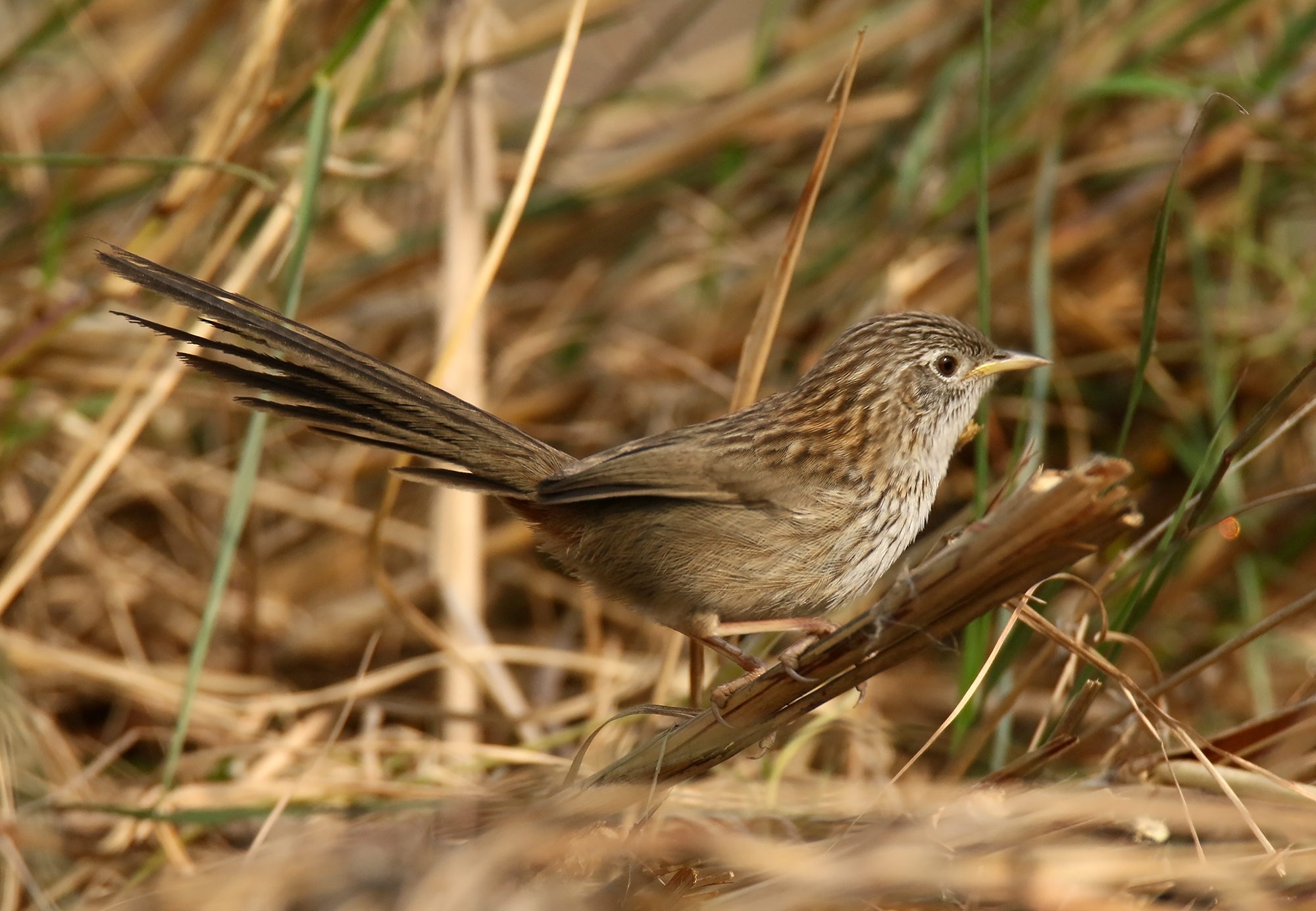
Langstaartgrasprinia
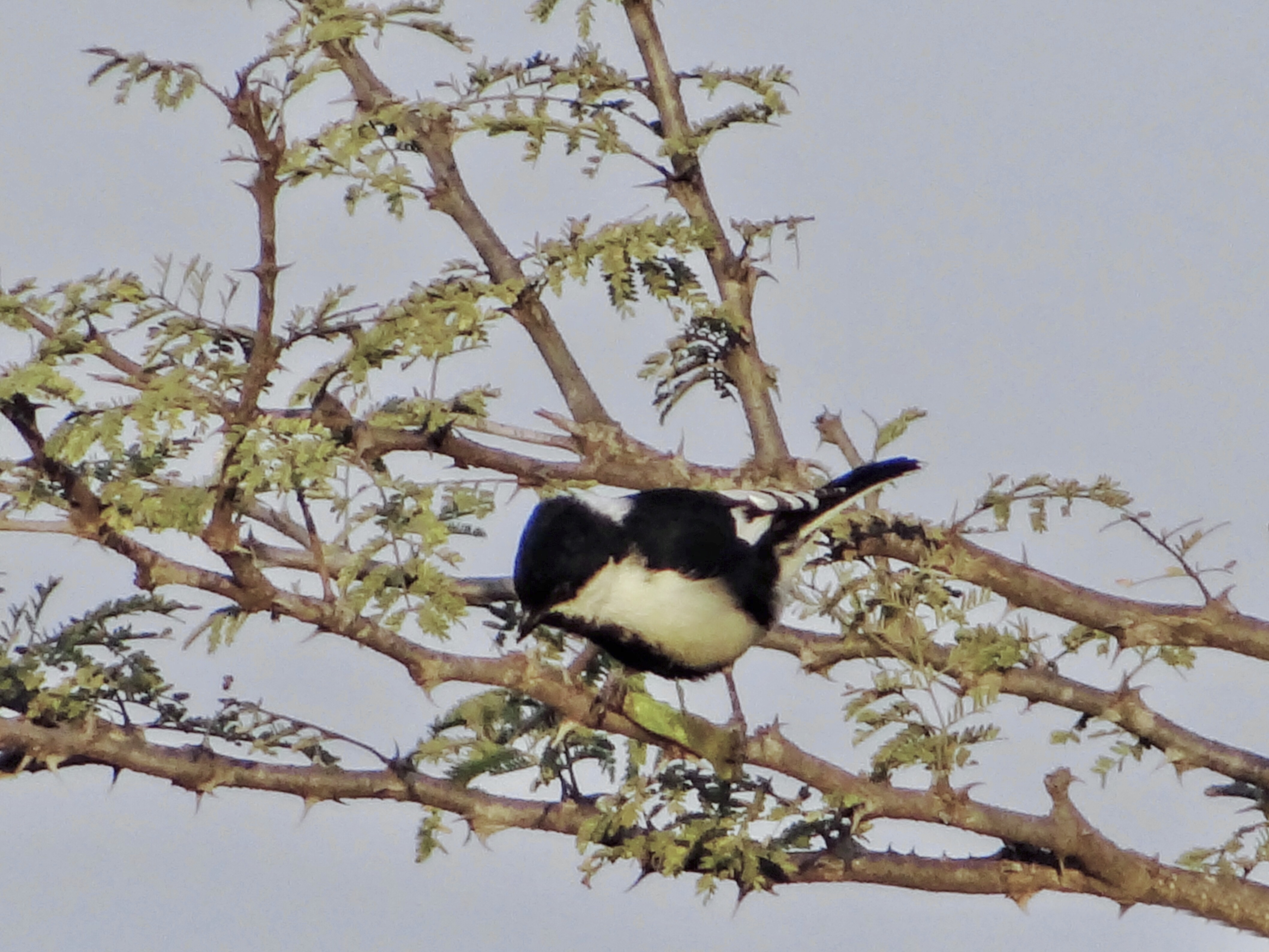
Witvleugelmees
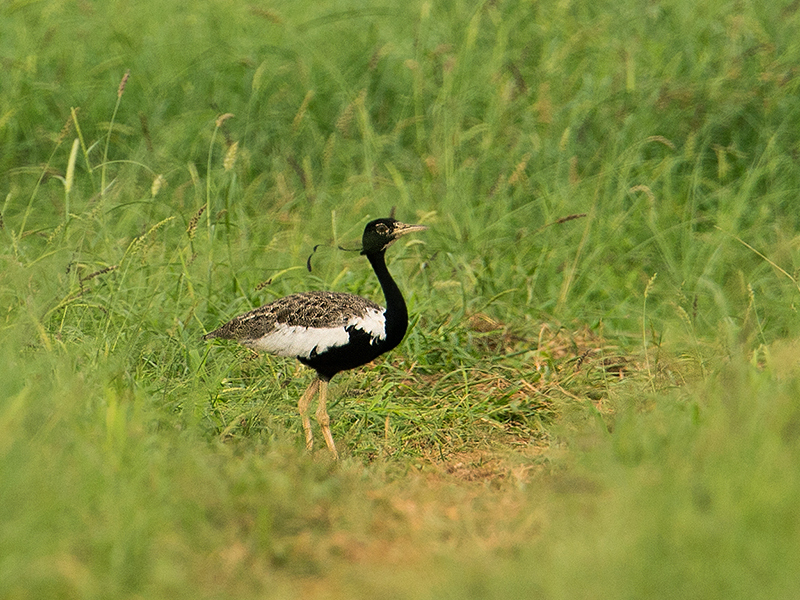
Kleine Indische trap